# Emma de Waldeck-Pyrmont
Pour les articles homonymes, voir Emma.
Titres
Reine consort des Pays-Bas
7 janvier 1879 – 23 novembre 1890
(11 ans, 10 mois et 16 jours)
Grande-duchesse consort de Luxembourg
7 janvier 1879 – 23 novembre 1890
(11 ans, 10 mois et 16 jours)
Signature
Adélaïde Emma Wilhelmine Thérèse de Waldeck et Pyrmont, née le 2 août 1858 à Bad Arolsen dans la principauté de Waldeck-Pyrmont et décédée le 20 mars 1934 à La Haye aux Pays-Bas, est la seconde épouse du roi Guillaume III des Pays-Bas. Elle assume la régence du royaume pour sa fille mineure Wilhelmine de 1890 à 1898.

## Biographie

### Mariage et descendance
Née à Arolsen, capitale de la principauté de Waldeck, Emma de Waldeck-Pyrmont est la quatrième des sept enfants du prince souverain Georges-Victor de Waldeck-Pyrmont et d'Hélène de Nassau. Elle a cinq sœurs et un frère cadet, Frédéric, qui monte sur le trône de Waldeck à la mort de leur père en 1893.
Son enfance est marquée par le décès de sa sœur aînée Sophie d'une tuberculose en 1869.
Sa sœur Marie épouse en 1877 le futur roi Guillaume II de Wurtemberg. Une autre de ses sœurs Hélène épouse en 1882 Léopold, duc d'Albany, fils cadet de la reine Victoria du Royaume-Uni qui meurt prématurément après deux années de mariage.
Sa sœur Pauline est demandée en mariage par le roi Guillaume III des Pays-Bas. Ce vieux souverain a une réputation désastreuse : débauché notoire, colérique voire violent. Son premier mariage avec la princesse Sophie de Wurtemberg a été un échec public retentissant entaché de nombreux scandales. Veuf et bien qu'ayant deux fils en âge de lui succéder (avec lesquels il est fâché), le souverain veut se remarier. Il a essayé d'épouser sa maîtresse, une cantatrice française qu'il a anoblie. Cela va à l'encontre des usages de l'époque. Le parlement refuse, les familles royales crient au scandale. Pauline refuse. Tout comme la princesse Thyra de Danemark.
Le roi des Pays-Bas cherche toujours une épouse et à défaut de l'aînée des princesses de Waldeck, il demande en mariage la cadette. Emma accepte ce mariage somme toute brillant pour une petite princesse allemande.
Le mariage a lieu à Arolsen le 7 janvier 1879.
Une fille nait le 31 août 1880 qui est prénommée Wilhelmine (féminin de Guillaume).

### Régente des Pays-Bas

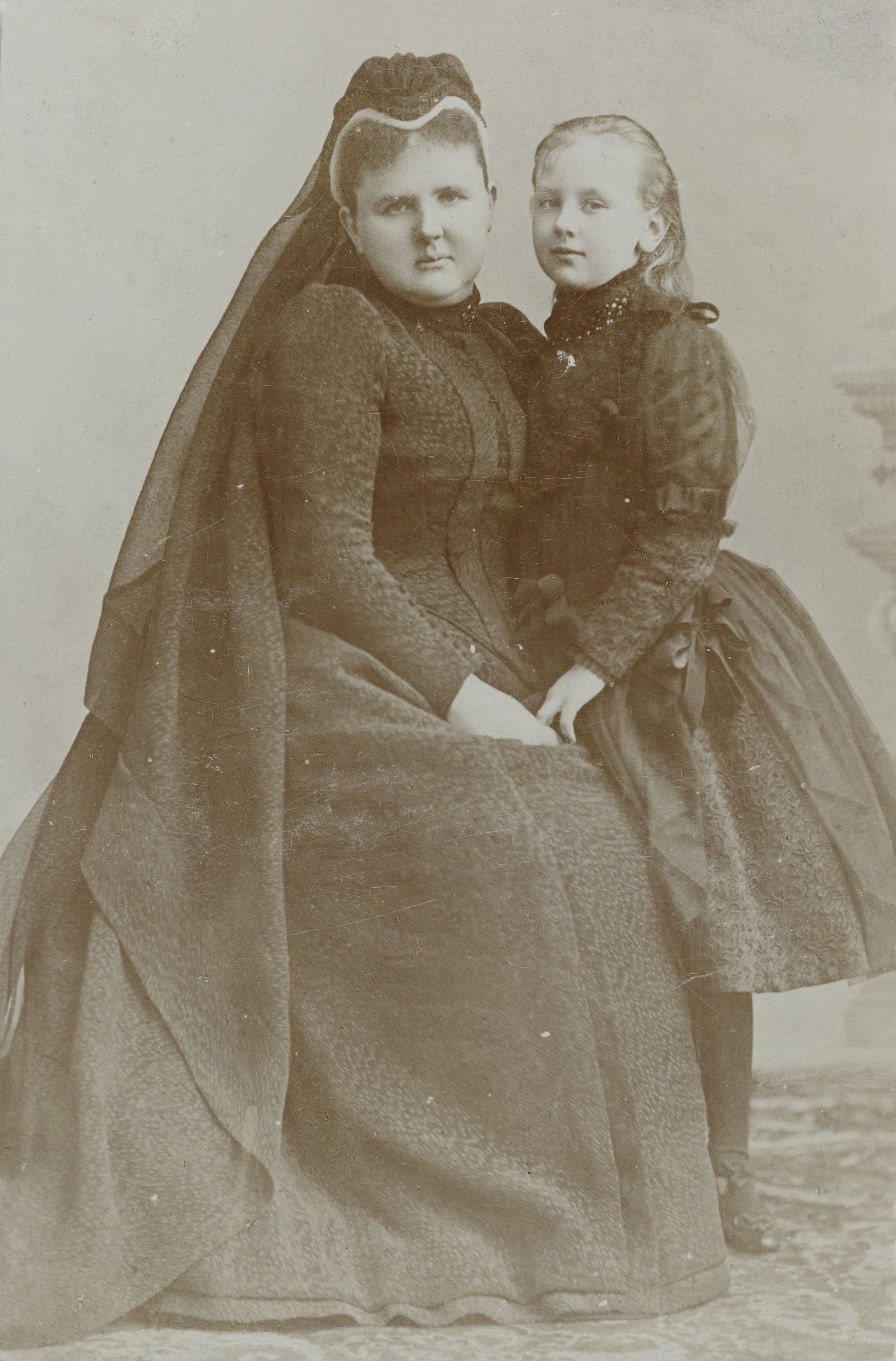
La reine Wilhelmine et sa mère la reine douairière Emma (1890).

Le prince héritier Guillaume des Pays-Bas est décédé peu après le remariage de son père et le prince Alexandre meurt à 33 ans en 1884. La loi salique est abrogée aux Pays-Bas mais pas au Luxembourg. Wilhelmine devient princesse héritière des Pays-Bas.

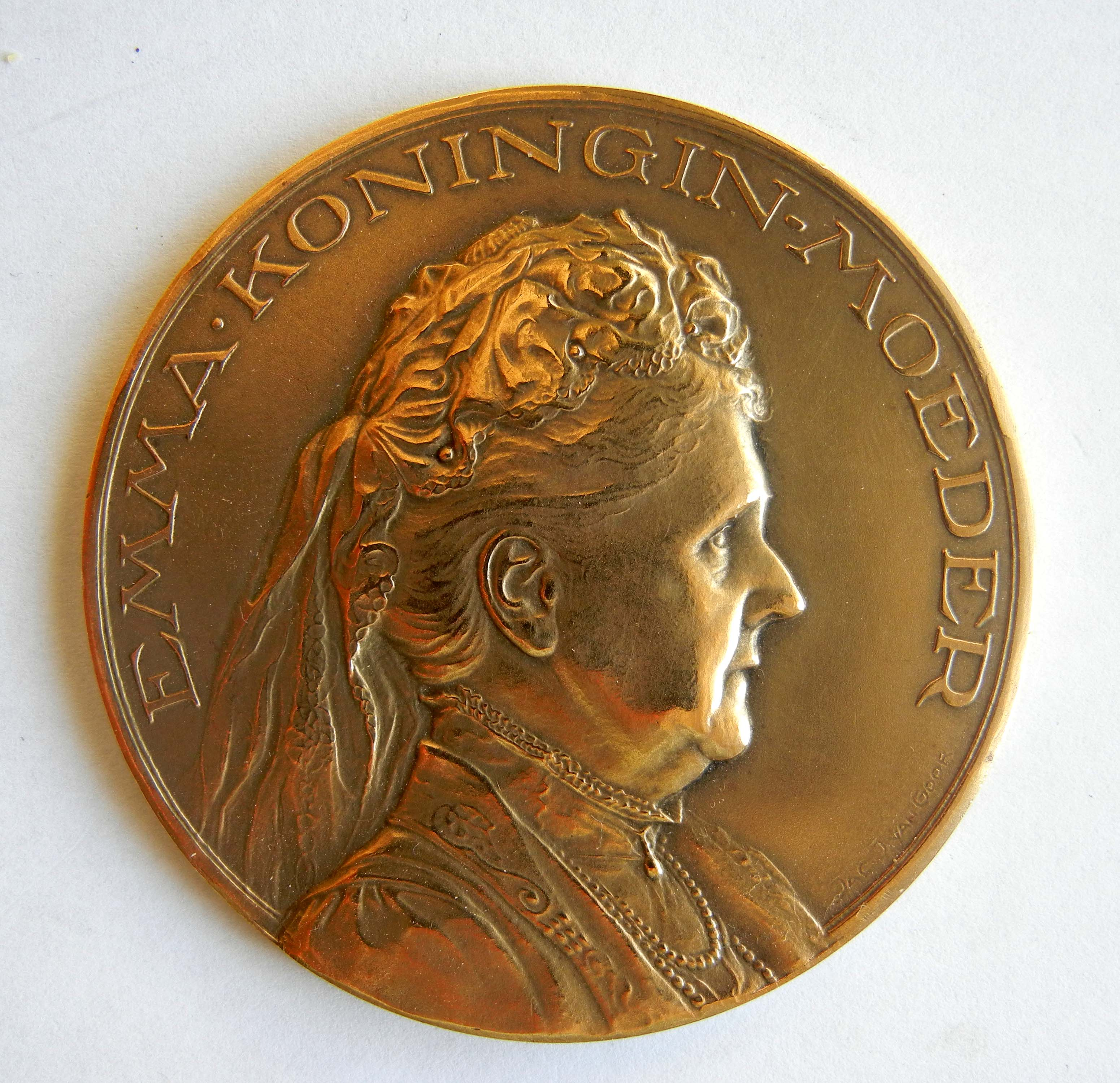
Cinquantenaire du règne (1879-1929) de Emma de Waldeck-Pyrmont (avers).

Le roi meurt le 23 novembre 1890 et Emma est proclamée régente. Le Luxembourg, où les femmes ne peuvent régner, échoit au chef d'une branche cadette de la Maison de Nassau, Adolphe, duc de Nassau qui n'est autre qu'un oncle maternel d'Emma.
Emma assume la régence pendant huit ans. En souvenir de sa sœur Sophie, elle crée une fondation pour lutter contre la tuberculose. Sa dignité, son sens du devoir, ses fréquentes visites officielles à l'intérieur de son royaume lui acquirent l'estime et l'amour de la population. Le 31 août 1898, Wilhelmine fête ses dix-huit ans (et sa majorité) et peut régner désormais personnellement.

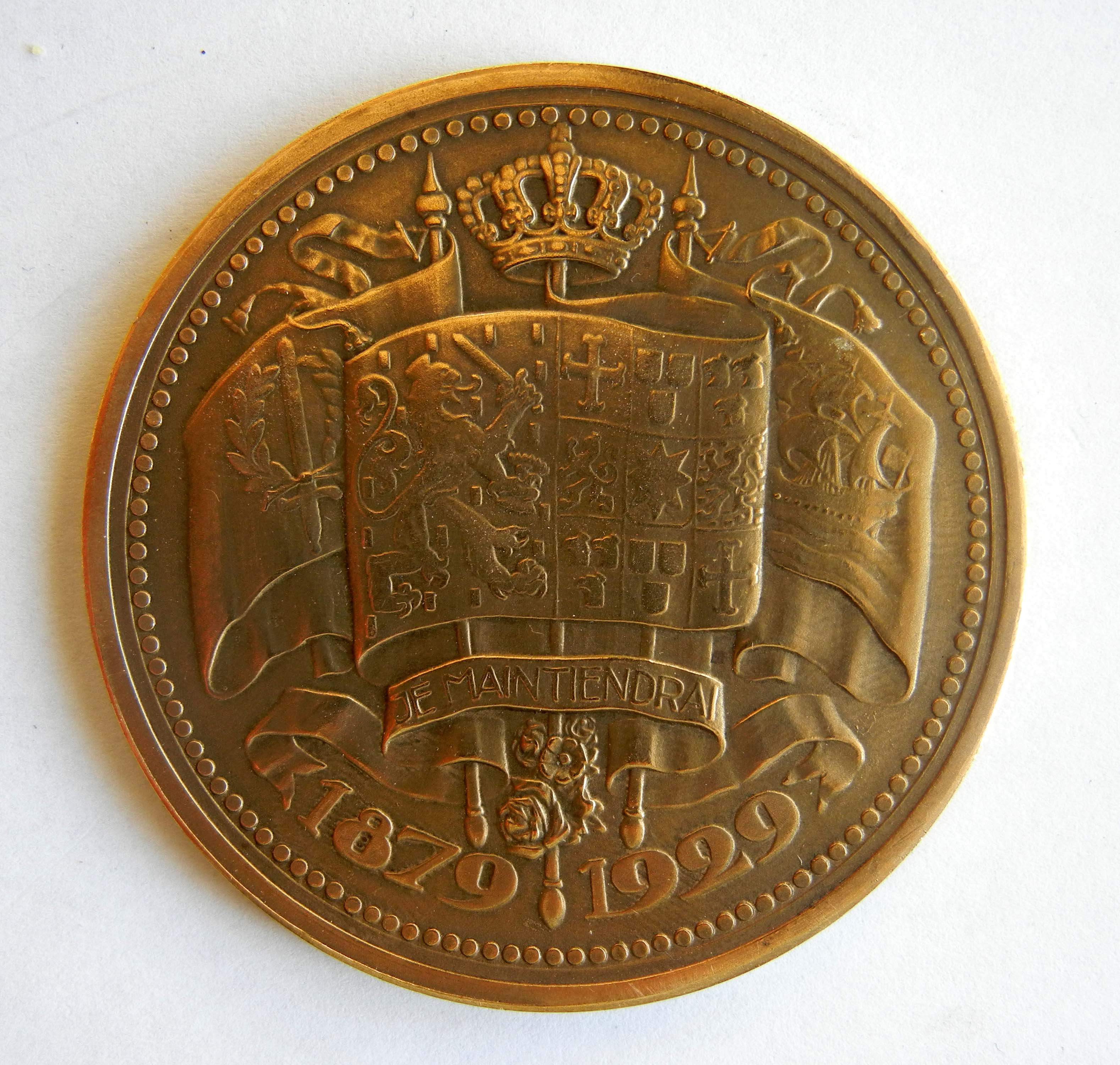
Cinquantenaire du règne (1879-1929) de Emma de Waldeck-Pyrmont (revers).

En 1901, la jeune reine épouse le prince Henri de Mecklembourg-Schwerin. Ils doivent attendre huit ans avant de donner le jour à une fille qui est leur unique enfant : Juliana. Pendant la Première Guerre mondiale les Pays-Bas conservèrent leur neutralité. Le Kaiser en fuite s'y réfugie en 1918. Le frère de la reine Emma, le prince Frédéric de Waldeck-Pyrmont, son neveu, le duc Charles-Édouard de Saxe-Cobourg et Gotha et le neveu du prince-consort Henri, le grand-duc Frédéric-François IV de Mecklembourg-Schwerin, doivent aussi abdiquer et laisser place au régime républicain.
La reine Emma s'éteint le 20 mars 1934 des suites d'une bronchite. Elle est enterrée à la Nouvelle église de Delft.

## Distinctions
- 29 mars 1880 : dame de l'ordre de la Reine Marie-Louise (n°812)[1]
- 25 février 1887 : dame grand-croix de l'ordre de Sainte-Catherine
- 30 mai 1892 : dame de l'ordre de Louise (première classe)
- Décembre 1896 : grand-croix de l'ordre national de la Légion d'honneur[2]
- 7 septembre 1897 : dame de l'ordre de la Dynastie Chakri[3]
- 18 juin 1898 : dame grand cordon de l'ordre de la Couronne précieuse[4]
- Août 1898 : dame grand cordon de l'ordre de Léopold
- 1901 : dame grand-croix de l'ordre d'Élisabeth
- Dame grand-croix de l'ordre du Lion néerlandais[5],[6]
- Dame grand-croix de l'ordre d'Orange-Nassau
- Dame grand-croix de l'ordre de la maison d'Orange
- Dame grand-croix de l'ordre de la Couronne de Wende
- Dame de l'ordre d'Aftab (première classe)
- Dame de l'ordre royal de Sainte-Isabelle de Portugal
- Dame grand cordon de l'ordre de la Charité